# Frans Verheeke
Frans Verheeke (Gent, 22 oktober 1934 – aldaar, 30 december 2023) was een Belgisch CVP-politicus en bankier uit de stad Gent. Hij werd geboren in een gezin van 11 kinderen waarvan de vader militant was binnen de Christelijke Arbeidersbeweging. Hij studeerde rechten en sociologie aan de UGent en was nadien enkele jaren in dienst bij het Algemeen Christelijk Vakverbond.

## Bankier
Frans Verheeke was schepen van de Gentse Haven, Economische Expansie en Informatica gedurende de periode van 1983 tot 1989. Maar hij is vooral bekend als de voormalige bankier van de VDK Spaarbank, waar hij decennialang directeur (1962-1998) en nadien voorzitter (1998-2004) van de raad van bestuur van was. De VDK Bank is ontstaan binnen de schoot van de christelijke arbeidersbeweging in Gent. Die bank opereerde aanvankelijk alleen in de regio's Gent en Eeklo naast het vroegere landelijke BAC. Toen deze laatste opging in Dexia begon de VDK Bank aan een expansie buiten de vernoemde regio's.
Verheeke werd in 1995 de eerste voorzitter van de Hogeschool Gent. Op 1 oktober 2013 volgde Paul Van Cauwenberge hem in deze functie op. In 2009 werd hij in opvolging van Raoul Wijnakker voorzitter van Muziekcentrum De Bijloke Gent, een functie die hij tot 2021 uitoefende. Hij was tevens voorzitter van microfinancieringsfonds Incofin, lid van het nationaal bestuur van het ACW en bestuurder van Sidmar en voetbalclub AA Gent, waarvan de VDK sponsor werd.